# Кучук-Карджав
Кучу́к-Карджа́в (укр. Кучук-Карджав, крымскотат. Küçük Qarcav, Кучюк Къарджав) — исчезнувшее село в Красногвардейском районе Республики Крым, располагавшееся на северо-западе района, в степном Крыму, примерно в 1— 1,5 км к северо-востоку от села Тимашовка.

## История
В Камеральном Описании Крыма… 1784 года в Караул кадылыке Перекопского каймаканства значится деревня Карджав — возможно, это был будущий Кучук-Карджав.
После присоединения Крыма к России (8) 19 апреля 1783 года, (8) 19 февраля 1784 года, именным указом Екатерины II сенату, на территории бывшего Крымского Ханства была образована Таврическая область и деревня была приписана к Перекопскому уезду. После Павловских реформ, с 1796 по 1802 год, входила в Акмечетский уезд Новороссийской губернии. По новому административному делению, после создания 8 (20) октября 1802 года Таврической губернии, Кучук-Корджав был включён в состав Кокчора-Киятской волости Перекопского уезда.
По Ведомости о всех селениях в Перекопском уезде состоящих с показанием в которой волости сколько числом дворов и душ… от 21 октября 1805 года в деревне Кучук-Карджав числилось 3 двора и 25 жителей, исключительно крымских татар. На военно-топографической карте генерал-майора Мухина 1817 года обозначена деревня Кучук-Корджав (как Кучук коржав) с 8 дворами. После реформы волостного деления 1829 года Кучук-Карджав, согласно «Ведомости о казённых волостях Таврической губернии 1829 года», осталась в составе Кокчора-Киятской волости. На карте 1836 года в деревне 8 дворов, а на карте 1842 года Кучук-Карджав обозначен условным знаком «малая деревня», то есть, менее 5 дворов.
В 1860-х годах, после земской реформы Александра II, деревню включили в состав Айбарской волости. В «Списке населённых мест Таврической губернии по сведениям 1864 года», составленном по результатам VIII ревизии 1864 года, Кучук-Карджав — владельческая деревня с 1 двором и 7 жителями при колодцах. По обследованиям профессора А. Н. Козловского начала 1860-х годов, вода в колодцах деревни была пресная, а их глубина составляла 10—15 саженей (21—32 м). Видимо, вследствие эмиграции крымских татар в Турцию деревня опустела и, если на трёхверстовой карте Шуберта 1865 года ещё обозначена деревня Кучук-Карджав, то на карте с корректурой 1876 года — хутор Белокрикова Кучук-Карджав с 1 двором. Далее в доступных документах Кучук-Карджав не встречается.